# Momba (Fada N'Gourma)
Pour les articles homonymes, voir Momba.
Momba est une commune rurale située dans le département de Fada N'Gourma de la province du Gourma dans la région de l'Est au Burkina Faso.

## Géographie
Momba est situé à 17 km au Nord-Est de Fada N'Gourma, chef-lieu du département, de la province et capitale de la région et à 12 km de la route nationale 4, 

## Santé et éducation
Les centres de soins les plus proches de Momba sont le centre hospitalier et les centres de santé et de promotion sociale (CSPS) de Fada N'Gourma.